# Guarambaré
Guarambaré est une ville du département Central au Paraguay, située au sud-est de la capitale Asuncion.
La population était de 10 150 habitants en 2008.